# Madeleine Rambert
Pour les articles homonymes, voir Rambert.
Madeleine Rambert, née en 1900 à Lausanne où elle meurt le 17 mai 1979, est une enseignante puis une psychanalyste suisse membre de la Société suisse de psychanalyse et analysée par Raymond de Saussure. Elle s'était d'abord spécialisée dans le traitement d'enfants « arriérés ».

## Parcours et œuvre
Elle est née en 1900 à Lausanne. Elle a ouvert et dirigé une maison spécialisée pour enfants arriérés près de Romainmôtier dans le canton de Vaud. Elle poursuivra cette activité à Lausanne. Après des études à l'Institut Jean-Jacques Rousseau, elle collabore dès ses débuts sous la direction de Lucien Bovet au travail psychanalytique de l'Office médico-pédagogique vaudois où elle deviendra une formatrice réputée pour les psychiatres et psychologues psychothérapeutes. Elle est aussi connue pour sa technique psychothérapeutique du « Jeu du guignol ». Ce jeu lui permet de dégager des « motifs-types » qui sont à interpréter selon trois phases : extériorisation du conflit de l'enfant, réalisation consciente et liquidation suivi d'une rééducation. Elle est de ce point de vue beaucoup plus proche des idées d'Anna Freud que de celles de Melanie Klein qui excluait toute dimension éducative.
Dès les années soixante, elle aura une activité de formatrice pour les éducateurs de l'école Pestalozzi à Echichens (Vaud) . Voici l'hommage qui lui est rendu par le site de l'institut: 

« La première psychologue qui va œuvrer dans le cadre de la future Ecole Pestalozzi, Madeleine Rambert, sera particulièrement influente dans la création de cet office. Sa modestie inversement proportionnelle à ses compétences et sans doute le fait qu’il s’agissait d’une femme, la laisseront dans l’ombre voire aujourd’hui dans l’oubli. Cette remarquable psychanalyste aura une grande influence sur la direction de l’asile dès l’année 1947. Ses interventions et ses hypothèses de compréhension, appliquées à chaque pensionnaire, permettront d’adoucir les méthodes éducatives issues des conceptions du XIXe siècle. »

 Elle exercera encore avec des femmes délinquantes.

## Ouvrages
Madeleine Rambert : 
- Une nouvelle technique en psychanalyse infantile: le jeu de guignol, Revue française de psychanalyse, 1938, t. 10, n0 1
- La pensée infantile et la psychanalyse, Revue française de psychanalyse, 1951, T 15
- avec Lucien Bovet, Germaine Guex, Parents et enfants. causeries données à Lausanne durant l'hiver 1942-43 : À propos d'autorité. D'une génération à l'autre, l'influence du milieu familial., Éditeur : du Groupe Esprit, 1943, ASIN B0000DL27D
- Conférences de l’École des parents, no 8 du 01-07-1952, Magazine L’acquisition de la générosité et du sentiment altruiste
- La vie affective et morale de l'enfant - Douze ans de pratique psychanalytique, (Préf. Jean Piaget, Éd.: Delachaux et Niestlé, (plusieurs fois réédité depuis 1949) 1963, ASIN: B0045BIVT2 [3]
- La femme seule et ses problèmes affectifs, Éd.: Delachaux et Niestlé, 1961, ASIN: B003X117ZU

### Articles liés
- Psychanalyse de l'enfance
- Technique du jeu (psychanalyse)